# Franklin D. Roosevelt (metrostation)
Porte Maillot er en station på metronettet i Paris og betjener metrolinje 1 og metrolinje 9. Den ligger i 8. arrondissement.
I 2004 var den nummer tretten af metrostationerne efter antal passagerer med 12,19 millioner personer..

## Beliggenhed
Stationen ligger i nærheden af rond-point des Champs-Élysées
- linje 1 har station under Avenue des Champs-Élysées på højde med Rue Marbeuf
- linje 9 ligger under Avenue Montaigne, ved udkørslen fra rond-point.

## Automatisering
Inden for rammerne af projektet for modernisering og automatisering af metrolinje 1 blev der udført ændringer af stationen i slutningen af 2008. Perronerne for linje 1 blev helt renoveret, sådan som det også er sket de øvrige steder på linjen. De blev forhøjet i week-enden fra 12. til 16. november 2008, og blev forsynet med automatiske døre langs perronkanten.

## Historie
Før 2. verdenskrig havde linjerne 1 og 9 deres egen, selvstændige station:
1. Stationen Marbeuf (linje 1), åbnede i 1900 og havde navn efter Rue Marbeuf, som igen var opkaldt efter marquis de Marbeuf, der havde udviklet området i 1770'erne, og som blev guillotineret under rædselsregimet.
2. Stationen Rond-Point des Champs-Élysées (linje 9). I almindelig omtalte kaldtes den kun Rond-Point for at skelne den fra stationen Champs-Élysées - Clemenceau på linje 1.

Det er årsagen til, at udgangene 1 og 2 kun kan benyttes via perronerne for linje 1, når man kommer fra linje 9.
En forbindelseskorridor mellem de to stationer blev anlagt og taget i brug 6. oktober 1942, hvorefter den nye station fik navnet Marbeuf – Rond-Point des Champs-Élysées (mere alment omtalt som Champs-Élysées – Marbeuf).
Derpå fik stationen sit nuværende navn den 30. oktober 1946.
Avenue Victor Emmanuel III var tidligere omdøbt til Avenue Franklin D. Roosevelt for at hædre statsoverhovedet for en allieret stat under 2. verdenskrig. Navnet erstattede derved et tilsvarende for det fjendtlige Italien, som ellers havde været en allieret under 1. verdenskrig.
Stationen blev renoveret efter 2. verdenskrig med introduktion af en ny kunstnerisk teknik, der kendes som "gemmail," der indebærer anvendelse af glasmursten. Det har givet stationen tilnavnet "station musée" (stationsmuseet). Indvielsen af den færdige station fejredes med en stor ceremoni om aftenen den 1. marts 1957, hvor to toge var omdannet til platforme med borde, hvorpå maden til gæsterne var anbragt. Denne begivenhed er blevet gentaget efter år 2000, først på linje 9's spor og derefter på linje 1.

## Adgang
- Avenue des Champs-Élysées 27
- Avenue des Champs-Élysées 35
- Avenue des Champs-Élysées 40
- Avenue des Champs-Élysées 44
- Rond-point des Champs-Élysées 3
- Rond-point des Champs-Élysées 7
- Avenue Montaigne 60

## Trafikforbindelser
- RATP